# Héroe de la Federación de Rusia

Anverso de la medalla «Estrella de Oro».

Héroe de la Federación de Rusia (en ruso: Герой Российской Федерации, romanizado: Guerói Rossíiskoy Federatsii) es una condecoración rusa y el título honorífico más alto que puede otorgarse a un ciudadano por la Federación de Rusia. Esta medalla viene con una Estrella de Oro, una insignia de honor que identifica a los destinatarios.
Esta condecoración se otorga a las personas por el «servicio al estado y a la nación rusa, generalmente relacionado con una hazaña heroica de valor». El título es otorgado por decreto del presidente de la Federación de Rusia. Tener la ciudadanía rusa o estar al servicio del estado ruso no es obligatorio.
El presidente de la Federación de Rusia es la principal autoridad otorgadora de la medalla, que se concede a aquellos que realizan acciones o hazañas que implican una destacada valentía al servicio del estado.
Desde su creación en 1992 y, a partir de 2015 ha sido entregada más de 970 veces, de las cuales más de 440 fueron póstumas. Siendo entregada principalmente a cosmonautas o a aquellos involucrados en acciones militares en la región de Chechenia. Varios artistas, políticos, economistas y atletas también han sido condecorados con el título.

## Creación
El título «Héroe de Rusia» es el que sucede al de Héroe de la Unión Soviética (en ruso: Герой Советского Союза), que fue establecido por Resolución del Comité Ejecutivo Central de la Unión Soviética del 5 de mayo de 1934. La Estrella de Oro correspondiente se deriva del diseño soviético, creado por el arquitecto Mirón Merzhánov y aprobado por Decreto del Presidium del Sóviet Supremo de la Unión Soviética del 1 de agosto de 1939.
El título fue creado por un decreto emitido por el Presidente de Rusia Borís Yeltsin el 20 de marzo de 1992, reemplazando los títulos soviéticos Héroe de la Unión Soviética y Héroe del Trabajo Socialista. El decreto N.º 2553-I contenía los criterios para el título (véase más abajo) y el diseño de la medalla «Estrella de Oro» que acompaña el título. El Artículo 71 de la Constitución de Rusia permite al gobierno entregar títulos, órdenes y medallas, y el Artículo 89 da al presidente ruso el poder de crear condecoraciones estatales. Este es el honor más grande que puede ser entregado por el presidente ruso a cualquier persona. A diferencia de los títulos de héroe soviéticos, no hay otras medallas u órdenes que sean entregadas con el título de héroe ruso.

## Criterios
El decreto N.º 2553-I declara que el título puede ser otorgado a una persona que realiza una hazaña heroica al servicio del estado y de la gente. Tanto personal civil como militar puede recibir la condecoración. El título también puede ser concedido póstumamente si el heroico acto le ha costado al receptor su vida. La medalla ha sido otorgada póstumamente aproximadamente 340 veces, principalmente a gente involucrada en la primera y segunda guerra de Chechenia. La última entrega conocida fue para Aleksandr Projorenko de manera póstuma en 2016 por el presidente Vladímir Putin, honor que no se había entregado desde el 10 de noviembre de 2009 a Mijaíl Kaláshnikov .

## Diseño y exhibición
El diseño de la medalla Estrella de Oro (медаль "Золотая Звезда") fue expuesto en el decreto N.º 2553-I y es similar al de la medalla para el título soviético Héroe de la Unión Soviética. La cinta que se usa en el dispositivo rectangular (horma) en suspensión tiene un tamaño de 19,5 mm de alto por 15 mm de ancho y es de color blanco, azul y rojo. El diseño de la cinta está basado en la bandera de Rusia. La estrella pentagonal que está suspendida del dispositivo de horma tiene un diámetro de 15 mm y no tiene ningún diseño en la parte delantera. En el dorso, aparecen las palabras "Héroe de Rusia" (Герой России) en una fuente convexa de 2x4 mm, y un número de serie de 1 mm está situado en el rayo superior. El número de serie muestra cuantas veces se ha entregado la condecoración (esto es, el número de serie 164 indica que la medalla fue la 164ª otorgada). En el dorso del dispositivo de horma, hay un dispositivo de sujeción que consta de un alfiler y un gancho, que se usa para poner la medalla en la ropa. La medalla propiamente está hecha de oro y pesa unos 21,5 gramos.
Cuando la medalla es llevada en público, se coloca en el lado izquierdo del traje por encima de todas las otras medallas y condecoraciones de Rusia y la Unión Soviética. La medalla se pone siempre íntegramente, de manera que no puede llevarse una cinta diferente de la original. Ha habido ocasiones donde aquellos a los que se les otorgó este título también llevaban sus títulos soviéticos, como el Héroe de la Unión Soviética o el Héroe del Trabajo Socialista, junto con la medalla Estrella de Oro del título ruso.

## Receptores
La mayoría de los receptores del título se clasifican en dos categorías: participantes en los conflictos de Chechenia o cosmonautas. Mientras que cada cosmonauta que va al espacio automáticamente recibe el título, aquellos que fueron condecorados por el servicio en Chechenia normalmente reciben sus títulos bien por heroísmo en combate o por liderar el gobierno de la República. En algunas ocasiones, la persona a la que fue otorgado el título murió mientras estaba de servicio. Esto incluye a aquellos muertos en batalla así como funcionarios del gobierno asesinados. Un ejemplo de este tipo de receptor es Ajmat Kadýrov, el antiguo gobernador de Chechenia. El líder de la República murió en un atentado con bomba durante el desfile del Día de la Victoria de 2004 en la capital chechena de Grozni. Varios días después de la muerte de Ajmat, el presidente Vladímir Putin le otorgó el título. Algún tiempo después del incidente, Putin condecoró al hijo de Kadýrov, Ramzán, el mismo título por su trabajo en Chechenia.
A todos los cosmonautas rusos se les concede el título de Héroe de la Federación Rusa después de su viaje al espacio; algunos puede ser que ya lo hayan conseguido, por ejemplo por un largo servicio como piloto de pruebas. A los cosmonautas también se les otorga el título Piloto-Cosmonauta de la Federación Rusa. Algunos receptores del título, como Serguéi Krikaliov, también han recibido el título de héroe soviético, junto con la Orden de Lenin. A la mayoría de los cosmonautas doblemente héroes se les condecoró con los títulos de Héroe de la Unión Soviética y Héroe de Rusia «por la exitosa realización del vuelo y el coraje y heroísmo mostrado.»
Fuera de estos dos grupos, atletas y otros civiles y funcionarios militares también han recibido el título. Uno de estos casos fue el del capitán de submarino Guenadi Liachin, el capitán del K-141 Kursk, que se hundió después de una explosión en 2000. Debido a su heroísmo durante la explosión y sus intentos de preservar las vidas de la tripulación, se le otorgó póstumamente el título a Liachin, y a los miembros de su tripulación se les concedió la Orden de Coraje. A la atleta Larisa Lazútina se le entregó el título por varias medallas ganadas en los Juegos Olímpicos de Nagano 1998 en Japón. No obstante, Lazutina fue descalificada de los Juegos Olímpicos de Salt Lake City 2002 en Estados Unidos por un resultado positivo en una prueba antidopaje. Otro atleta, Aleksandr Karelin, fue honrado con el título por su éxito olímpico en lucha Olímpica. El 10 de enero de 2008 el título fue concedido a tres miembros de la expedición Arktika 2007, que realizaron el primer descenso de todos los tiempos al suelo marino en el Polo Norte, Anatoli Sagalévich, Yevgueni Cherniáyev y Artur Chilingárov «por el coraje y el heroísmo mostrado en condiciones extremas y la finalización exitosa de la Expedición de Alta Latitud Ártica en Aguas Profundas.» El 10 de noviembre de 2009 le fue concedido el título de Héroe de la Federación Rusa, en su 90 aniversario, a Mijaíl Timoféyevich Kaláshnikov, diseñador del mítico fusil de asalto AK-47. Además, en 2016 se le otorgó la medalla al valiente militar Aleksandr Projorenko por exigir un bombardeo de las tropas aéreas Rusas sobre su posición con fin de tomar la ciudad de Palmira en la Guerra de Siria.